# Nannostomus britskii
Nannostomus britskii är en fiskart som beskrevs av Weitzman, 1978. Nannostomus britskii ingår i släktet Nannostomus och familjen Lebiasinidae. Inga underarter finns listade i Catalogue of Life.